# Vauriella
A Vauriella  a madarak osztályának verébalakúak (Passeriformes) rendjébe és a légykapófélék (Muscicapidae) családjába tartozó nem. Egyes szervezetek a Rhinomyias nembe sorolják ezeket a fajokat is.

## Rendszerezésük
A nemet Hans Edmund Wolters német ornitológus írta le 1980-ban, az alábbi fajok tartoznak ide:
- Vauriella gularis[1] vagy Rhinomyias gularis[2]
- Vauriella insignis[1] vagy Rhinomyias insignis[2]
- Vauriella albigularis[1] vagy Rhinomyias albigularis[2]
- Vauriella goodfellowi[1] vagy Rhinomyias goodfellowi[2]

## Előfordulásuk
Borneó és a Fülöp-szigetek területén honosak. Természetes élőhelyei a szubtrópusi vagy trópusi esőerdők, valamint másodlagos erdők. Állandó, nem vonuló fajok.

## Megjelenésük
Testhosszuk 15-19 centiméter körüli.